# Mehlbek
Mehlbek er en by og kommune i det nordlige Tyskland, beliggende i Amt Itzehoe-Land under Kreis Steinburg. Kreis Steinburg ligger i den sydvestlige del af delstaten Slesvig-Holsten.

## Geografi
Mehlbek ligger omkring 8 km nord for Itzehoe. Motorvejen A23 går gennem kommunene. Vandløbene Mühlenau (Stegau) og Pöschendorfer Graben løber i kommunen. Den tidligere lergrav Tongrube Muldsberg er efter indstilling af driften i 2004, blevet til en sø og et rekreativt område.